# Фторид хрома(III)
Фторид хрома(III) (трифторид хрома) — неорганическое бинарное соединение трёхвалентного хрома с фтором имеющее формулу CrF3. Фторид хрома(III) можно рассматривать как хромовую соль фтористоводородной кислоты. Соединение представляет собой зелёное твёрдое кристаллическое вещество, нерастворимое в большинстве обычных растворителей, однако в виде гидратов [Cr(H2O)6]F3 и [Cr(H2O)6]F3.3H2O растворимое в воде. Тригидрат имеет зелёный цвет, гексагидрат — фиолетовый. Безводная форма сублимирует при температуре 1100—1200 °C.

## Молекулярная структура
Кристаллическая структура октагедрическая с ионом хрома в центре октаэдра. Вершины октаэдра в безводных кристаллах занимают ионы фтора, в гидратах они полностью или частично замещены молекулами воды.

## Получение
Получается при взаимодействии плавиковой кислоты с окисью хрома(III):
Cr2O3 + 6 HF + 9 H2O → 2 [Cr(H2O)6]F3
Безводная форма получается при взаимодействии плавиковой кислоты с хлоридом хрома:
CrCl3 + 3 HF → CrF3 + 3 HCl

## Применение
Применяется как закрепитель цвета в текстильной промышленности и как ингибитор коррозии, водные растворы используют в производстве шёлка, при переработке шерсти и фторировании галогенпроизводных этана и пропана.

## Токсичность
Высокотоксичен, ЛД50 (крысы, орально) - 150 мг/кг.